# Saint-Georges-des-Agoûts
Saint-Georges-des-Agoûts ist eine französische Gemeinde mit 281 Einwohnern (Stand: 1. Januar 2022) im Département Charente-Maritime in der Region Nouvelle-Aquitaine (vor 2016 Poitou-Charentes); sie gehört zum Arrondissement Jonzac und zum Kanton Pons. Die Einwohner werden Saint-Georgeais genannt.

## Geographie
Saint-Georges-des-Agoûts liegt etwa 58 Kilometer nordnordöstlich von Bordeaux. Umgeben wird Saint-Georges-des-Agoûts von den Nachbargemeinden Saint-Thomas-de-Conac im Norden und Nordwesten, Semoussac im Osten und Nordosten, Saint-Bonnet-sur-Gironde im Süden und Südosten sowie Saint-Sorlin-de-Conac im Westen und Südwesten.

## Bevölkerungsentwicklung
| Jahr                       | 1962 | 1968 | 1975 | 1982 | 1990 | 1999 | 2006 | 2019 |
| Einwohner                  | 349  | 302  | 253  | 260  | 243  | 245  | 261  | 288  |
| Quellen: Cassini und INSEE |      |      |      |      |      |      |      |      |

## Sehenswürdigkeiten
- Kirche Saint-Georges, seit 2000 Monument historique

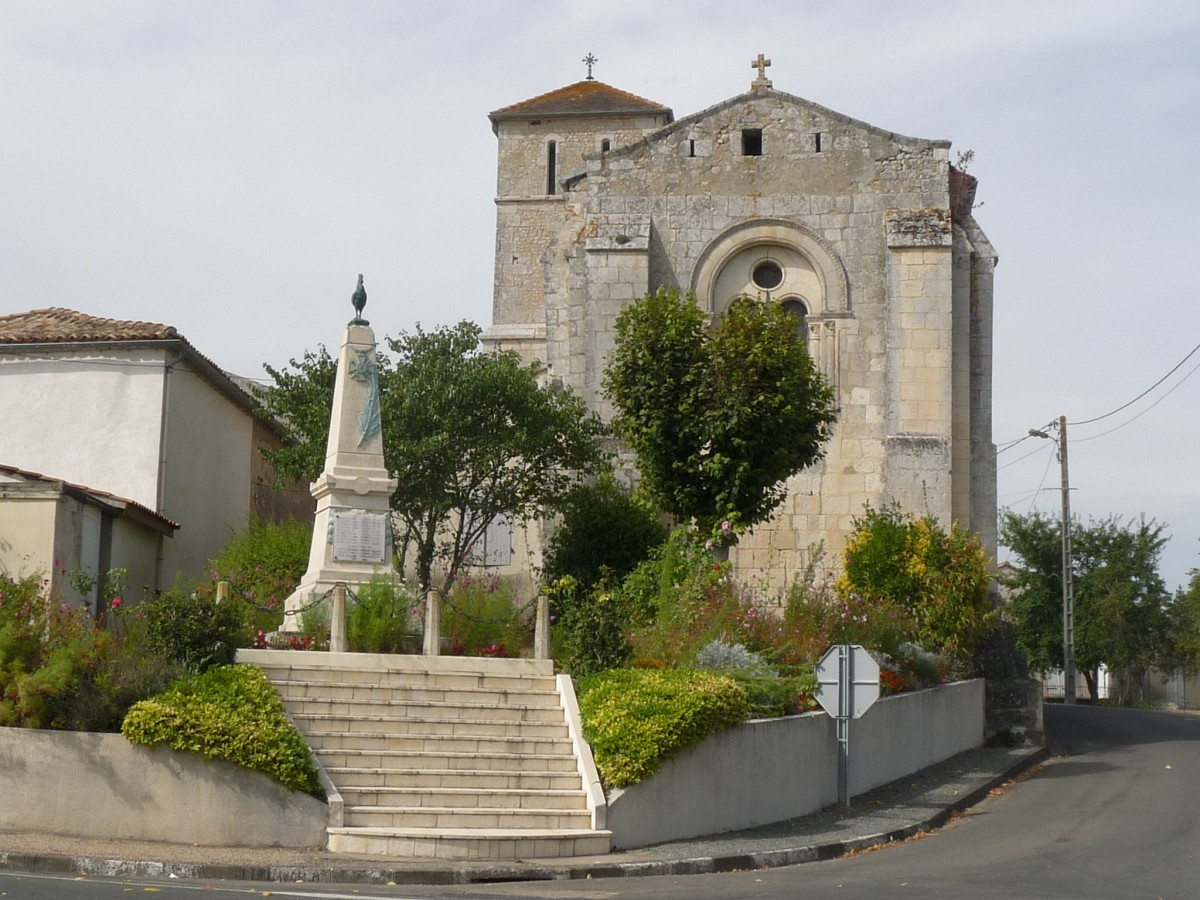
Kirche Saint-Georges